# Dompierre-sur-Yon
Dompierre-sur-Yon – miejscowość i gmina we Francji, w regionie Kraj Loary, w departamencie Wandea. Nazwa miejscowości pochodzi od imienia św. Piotra.
Według danych na rok 1990 gminę zamieszkiwało 2 975 osób, a gęstość zaludnienia wynosiła 89 osób/km² (wśród 1504 gmin Kraju Loary Dompierre-sur-Yon plasuje się na 166. miejscu pod względem liczby ludności, natomiast pod względem powierzchni na miejscu 227.).